# 知財功労賞
知財功労賞（ちざい こうろうしょう）は、日本の経済産業省が知的財産権制度の発展及び普及・啓発に貢献のあった個人や制度の運営・発展に貢献のあった企業を表彰する賞。

## 概要
知財功労賞は、経済産業省が通商産業省時代の1987年（昭和62年）から毎年4月18日の「発明の日」に、知的財産権制度の発展及び普及・啓発に貢献のあった個人に対して「知的財産権制度関係功労者表彰」、制度を有効に活用し円滑な運営・発展に貢献のあった企業に対して「知的財産権制度活用優良企業等表彰」として表彰を行っている。両表彰を合わせて、｢知財功労賞｣として、経済産業大臣表彰および特許庁長官表彰を行っている。

### 対象
- 個人および企業

### 表彰の種類
- 経済産業大臣賞
- 特許庁長官賞

### 表彰式
- 毎年4月18日

## 受賞者一覧
令和3年度「知財功労賞」受賞者

### 経済産業大臣表彰（知的財産権制度関係功労者）
- 末吉亙：弁護士（KTS法律事務所 パートナー弁護士）
- 杉村純子：弁理士（プロメテ国際特許事務所 代表弁理士）
- 長岡貞男：学校法人東京経済大学経済学部 教授[3]
- 三尾美枝子：国立大学法人東京大学 産学協創推進本部知的財産契約・管理部長

### 経済産業大臣表彰（知的財産権制度活用優良企業）
- 旭化成株式会社：知財活用企業（特許）（東京都）
- 帝人株式会社：知財活用企業（特許）（東京都）
- 株式会社悠心：知財活用企業（特許）（新潟県）
- YKK株式会社：知財活用企業（商標）（東京都）[4]
- WHILL株式会社：知財活用ベンチャー（東京都）
- 西日本旅客鉄道株式会社：オープンイノベーション推進企業（大阪府）[5]
- 株式会社ジャクエツ：デザイン経営企業（福井県）

### 特許庁長官表彰 （知的財産権制度関係功労者）
- 上野 剛史：日本アイ・ビー・エム株式会社 理事・知的財産部長
- 岡部 譲：弁理士（岡部国際特許事務所 所長）
- 廣澤 勲：弁理士（広沢国際特許事務所 代表弁理士）

### 特許庁長官表彰（知的財産権制度活用優良企業）
- 株式会社尾鍋組：知財活用企業（特許）（三重県）
- 株式会社島津製作所：知財活用企業（特許）（京都府）[6]
- 株式会社シンテック：知財活用企業（特許）（福島県）
- ファミリーイナダ株式会社：知財活用企業（特許）（大阪府）
- 富士電機株式会社：知財活用企業（特許）（東京都）
- 株式会社クボタ：知財活用企業（意匠）（大阪府）[7]
- 株式会社千石：知財活用企業（商標）（兵庫県）[8]
- 株式会社バンダイ：知財活用企業（商標）（東京都）
- 大日本住友製薬株式会社：オープンイノベーション推進企業（大阪府）[9]
- ヤフー株式会社：デザイン経営企業（東京都）[10]
- ヤマハ発動機株式会社：デザイン経営企業（静岡県）